# Vilis Krištopans
Vilis Krištopans (nascut el 13 de juny de 1954 a l'óblast d'Omsk, República Socialista Federativa Soviètica de Rússia) és un polític letó. Va exercir com a primer ministre de Letònia des del 26 de novembre de 1998 al 16 de juliol de 1999.
A la seva etapa com a primer ministre va ser membre del partit polític Via Letona. Després d'abandonar temporalment la política, hi va retornar el 2002, i aquesta vegada com a membre del parlament pel partit Unió de Verds i Agricultors (ZZS). Abans d'haver servit com a primer ministre, havia exercit el càrrec de ministre de transport.